# Guy Bêche
Guy Bêche, né le 10 août 1945 à Frangy-en-Bresse (Saône-et-Loire), est un homme politique français.

## Détail des fonctions et des mandats
Mandats parlementaires
- 19 mars 1978 - 22 mai 1981 : Député de la deuxième circonscription du Doubs ;
- 21 juin 1981 - 1er avril 1986 : Député de la deuxième circonscription du Doubs ;
- 16 mars 1986 - 14 mai 1988 : Député du Doubs ;
- 12 juin 1988 - 1er avril 1993 : Député de la troisième circonscription du Doubs.

Mandats locaux
- 1983 - avril 1989 : Président du District urbain du pays de Montbéliard
- mars 1977 - mars 1989 : Adjoint au maire de Montbéliard